# ManuElla
ManuElla, de son vrai nom Manuella Brečko, née le 31 janvier 1989 à Celje en Yougoslavie, est une chanteuse slovène.
Le 27 février 2016, elle remporte la finale nationale « EMA 2016 » et est choisie pour représenter la Slovénie au concours Eurovision de la chanson 2016 à Stockholm, en Suède avec la chanson Blue and Red (Bleu et Rouge).
Elle participe à la seconde demi-finale, le 12 mai 2015 mais n'est pas qualifiée pour la finale, le 14 mai.

## Discographie

### Singles
- « Raztrgaj me nežno » (2012)
- « Il futuro » (2013)
- « V tvojem ognju (Inferno) » (2013)
- « Zadnji ples » (2013)
- « Barve » (2013)
- « Silent Night » (2014)
- « Blue and Red » (2016)